# کریستین اشمیت
کریستین اشمیت (آلمانی: Christine Schmitt؛ زادهٔ ۲۶ مهٔ ۱۹۵۳) ژیمناست هنری زن اهل آلمان بود.